# Xenophrys parallela
Xenophrys parallela é uma espécie de anfíbio anuro da família Megophryidae. Está presente na Indonésia. A UICN classificou-a como quase ameaçada.